# Derrotismo
Derrotismo es la aceptación de derrota sin resistirse, a menudo con connotaciones negativas. Puede estar conectado al pesimismo.

## Historia
El término derrotismo es usado comúnmente en política como un descriptor de una facción ideológica que considera la cooperación con la parte opositora. En el contexto militar, en tiempos de guerra, y especialmente en el frente de guerra, derrotismo es sinónimo de traición. 
Bajo ley militar, un soldado puede ser acusado de ser derrotista si se rehúsa a luchar sembrando dudas de la validez ideológica de la política nacional: de esta manera, preguntas existenciales ya pueda ser "¡Ya está perdida la guerra?" así como "¿Vale la pena seguir luchando?" son derrotismos que connotan la defensa de un alternativo fin a la guerra frente a una victoria militar. 
Durante la Segunda Guerra Mundial, Adolf Hitler prescindió de varios generales por derrotismo. Durante el último año de guerra, la corte de guerra ejecutó a muchas personas acusadas de actos o planes derrotistas, y sus nombres fueron anunciados semanalmente en un póster rosado pegado en periódicos alrededor del país

## Derrotismo revolucionario
El derrotismo revolucionario es una idea desarrollada por Vladímir Lenin por la que argumentaba que los proletarios que luchaban en las guerras capitalistas no podían ganar esas guerras, y que los enemigos reales eran los líderes que los enviaban a luchar. Al contrario, los trabajadores ganarían más a partir de la derrota de sus propias naciones si la guerra se reconvirtiera en guerra civil y posteriormente en revolución internacional.